# I HAVE NEVER SEEN
「I HAVE NEVER SEEN」（アイ・ハヴ・ネヴァー・シーン）は、日本の元女性歌手、安室奈美恵の単独名義では12枚目のシングル。1998年12月23日にavex traxから発売された。小室哲哉プロデュースによる楽曲である。

## 解説
紅組トリを務めた第48回NHK紅白歌合戦を最後に産休に入ってから、歌手活動復帰後初となるシングル。前作「Dreaming I was dreaming」から約1年ぶりとなるシングルである。
テレビでは第49回NHK紅白歌合戦で復帰し、2年連続で「CAN YOU CELEBRATE?」を涙ながらに熱唱した。この曲のプロモーションでは年始から出演し、久々にダンスパフォーマンスも披露した。
日本テレビ系連続ドラマ『夜逃げ屋本舗』（1999年1月13日〜3月17日・全10回）の主題歌に起用された。
1998年9月に小室に楽曲制作のオーダーが入り、当初は派手で華やかな曲を思い浮かべていたが、『プライベートの妻・母としての安室』と『シンガーとしての安室』の両方の立場を考慮しなければならず、『失恋』等の悲しいテーマは真っ先にオミットし、『母親としての大きな愛情』を表現することを期待されていたため、小室曰く「針の穴を通す」程の難産であり、その後3ヶ月間構想に悩み、一度は逃げようと思いつつも、サウンドを日本向けに寄らないように、ハワイで2週間かけて制作した。12月の締切日の朝のフライト直前までスタジオで作業していたため、詞は成田へ向かう飛行機の中で書くことになった。小室は「タイトルは『普通の人が経験したことの無いことを経験した』という意味を含めた」「旅の感じが出ています」と語っている。

## 収録曲
| 全作詞・作曲・編曲: 小室哲哉。 |                                           |          |            |      |
| #                              | タイトル                                  | 作詞     | 作曲・編曲 | 時間 |
| 1.                             | 「I HAVE NEVER SEEN (SINGLE MIX)」        | 小室哲哉 | 小室哲哉   | 4:43 |
| 2.                             | 「I HAVE NEVER SEEN (WITH HER SOUL MIX)」 | 小室哲哉 | 小室哲哉   | 5:31 |
| 3.                             | 「I HAVE NEVER SEEN (INSTRUMENTAL)」      | 小室哲哉 | 小室哲哉   | 4:43 |
| 合計時間:                      | 合計時間:                                 | 14:57    |            |      |

クレジット
- Produced : 小室哲哉
- Mixed : Ken Kessie
- Remixed (#2) : Urban Soul

## 収録作品
CD
- オリジナル『GENIUS 2000』
  - 表記されていないが、アルバムヴァージョンで収録。
- ベスト『LOVE ENHANCED ♥ single collection』(new vocal & arrangement)
  - 楽曲をリアレンジ&再録して収録。
- ベスト『Finally』（Disc-1）
  - 楽曲を再録・ニューレコーディングで収録。

映像作品
- PV集『filmography』（VHS・DVD）
  - 『181920 films + filmography』（DVD）についても同様である。
- PV集『BEST CLIPS』（DVD）
- ライヴ『NAMIE AMURO TOUR “GENIUS 2000”』（VHS・DVD）
- ライヴ『namie amuro SO CRAZY tour featuring BEST singles 2003-2004』（DVD）